# Chédiak-Higashijev sindrom
Chédiak-Higashijev sindrom je recesivno avtosomsko dedna progresivna sistemska bolezen s smrtnim izidom, ki se kaže z očesno-kožnim albinizmom, velikanskimi lizosomi v citoplazmi levkocitov, histiocitno infiltracijo mnogih organov, s pancitopenijo (zmanjšano število vseh krvnih celic) in hepatosplenomegalijo (povečanje jeter in vranice)  ter nagnjenostjo k malignim limfomom.
Zaradi okvare naravnih celic ubijalk ter motenj T-celične citotoksičnosti, kemotakse in ubijanja bakterij z granulociti in monociti se pri bolnikih ponavljajo bakterijske okužbe. Pojavljajo se tudi napredujoče nevrološke okvare in pogoste krvavitve.
Gre za redko bolezen, ki se pokaže s simptomi običajno kmalu po rojstvu ali v prvih petih letih življenja.

## Razširjenost
Bolezen je redka. Od leta 1989 do leta 1999 je bilo v literaturi objavljenih nekaj več kot 200 primerov bolnikov. Natančno razširjenost je težko oceniti, saj so lahko posamezni primeri opisani večkrat, po drugi strani pa niso prepoznani in predstavljeni v literaturi vsi bolniki z milo obliko bolezni. Možno je predvsem, da niso prepoznani zlasti vsi bolniki s sicer temnejšo poltjo.

## Vzrok
Bolezen povzroča mutacija v genu CHS1/LYST, ki se nahaja na kromosomu 1, posledica česar je motena morfologija in delovanje lizosomov. Natančen pomen beljakovine CHS1 je nepoznan, imel pa naj bi vlogo pri uravnavanju prometa vezikul in lizosomalni velikosti. Milejši fenotip bolezni se pojavi pri bolnikih, ki nosijo samo eno točkovno mutacijo, kar povzroči delno aktivnost beljakovine CHS1. Bolniki s hujšo fenotipsko obliko CHS imajo navadno bolj okvarjen ali odsoten gen CHS1.

## Zdravljenje
Specifično zdravilo ne obstaja. Pri nekaterih bolnikih je uspešna presaditev kostnega mozga. Okužbe se zdravijo z antibiotiki, ognojki pa se po potrebi kirurško drenirajo. Protivirusna zdravila (npr. aciklovir) se uporabljajo za zdravljenje virusnih okužb. Pri določenih bolnikih so uporabili zdravljenje s fosfamidom in prednizonom, terapija z vitaminom C pa je pri nekaterih bolnikih izboljšala njihovo imunsko funkcijo in oblažila težave s strjevanjem krvi.

## Prognoza
Smrt nastopi običajno pred 10. letom starosti zaradi kroničnih okužb ali napredovale limfomu podobne bolezni.